# Saison 2010 de la WSA
La saison 2010 de l'Association internationale des joueuses de squash (ou WSA World Tour 2010), est constituée d'une centaine de tournois organisés par la WSA, dont le prestigieux championnat du monde organisé en septembre 2010 à Charm el-Cheikh.
Le circuit pro tour organise des tournois de trois catégories: les World Series qui ont la meilleure dotation en point et en argent, Gold et Silver.

## Calendrier 2010

### World Open
| Tournoi                                                                                                   | Date                 | Championne                   | Finaliste         | Demi-finalistes             | Quart de finalistes                                     |
| --- | -------------------- | ---------------------------- | ----------------- | --------------------------- | ------------------------------------------------------- |
| Championnats du monde 2010 Charm el-Cheikh, Égypte World Open - World Series Platinum 147 000 $ - tableau | 18–22 septembre 2010 | Nicol David 11-5, 11-8, 11-6 | Omneya Abdel Kawy | Alison Waters Camille Serme | Jenny Duncalf Kasey Brown Vanessa Atkinson Low Wee Wern |

### World Series
| Tournoi                                                                   | Date               | Championne                     | Finaliste       | Demi-finalistes               | Quart de finalistes                                        |
| ------------------------------------------------------------------------- | ------------------ | ------------------------------ | --------------- | ----------------------------- | ---------------------------------------------------------- |
| Hong Kong Open 2010 Hong Kong, Chine World Series Gold 74 000 $ - tableau | 25–29 août 2010    | Nicol David 11-6, 12-10, 12-10 | Jenny Duncalf   | Rachael Grinham Alison Waters | Omneya Abdel Kawy Madeline Perry Laura Massaro Kasey Brown |
| Qatar Classic 2010 Doha, Qatar World Series Gold 74 000 $ - tableau       | 8–12 novembre 2010 | Nicol David 11-5, 11-8, 11-9   | Rachael Grinham | Jenny Duncalf Nour El Tayeb   | Laura Massaro Kasey Brown Raneem El Weleily Joelle King    |

### Gold 45
| Tournoi                                                                                  | Date               | Championne                                    | Finaliste         | Demi-finalistes                 | Quart de finalistes                                            |
| ---------------------------------------------------------------------------------------- | ------------------ | --------------------------------------------- | ----------------- | ------------------------------- | -------------------------------------------------------------- |
| Chennai Squash Open 2010 Chennai Gold 45 53 500 $- tableau                               | 4–9 mars 2010      | Nicol David 11-6, 11-4, 11-6                  | Jenny Duncalf     | Camille Serme Kasey Brown       | Rachael Grinham Laura Massaro Kasey Brown Samantha Terán       |
| Open de Kuala Lumpur 2010 Kuala Lumpur, Malaisie Gold 45 53 500 $ - tableau              | 17–20 mars 2010    | Nicol David 11-4 11-2 13-11                   | Omneya Abdel Kawy | Jenny Duncalf Alison Waters     | Madeline Perry Laura Massaro Kasey Brown Samantha Terán        |
| Open des îles Caïmans 2010 Îles Caïmans Gold 45 53 500 $ - tableau                       | 13–17 avril 2010   | Nicol David 11-8, 11-8, 11-4                  | Jenny Duncalf     | Rachael Grinham Madeline Perry  | Kasey Brown Camille Serme Sarah Kippax Isabelle Stoehr         |
| Open de Malaisie 2010 Kuala Lumpur, Malaisie Gold 45 53 500 $ - tableau                  | 21–24 juillet 2010 | Nicol David 11-6 6-11 11-7 10-12 11-5         | Jenny Duncalf     | Alison Waters Raneem El Weleily | Omneya Abdel Kawy Camille Serme Low Wee Wern Raneem El Weleily |
| Singapore Masters 2010 Singapour Gold 45 53 500 $ - tableau                              | 28–31 juillet 2010 | Nicol David 18-16, 11-9, 12-10                | Alison Waters     | Rachael Grinham Madeline Perry  | Natalie Grainger Madeline Perry Kasey Brown Camille Serme      |
| Australian Open 2010 Canberra, Australie Gold 45 56 000 $ - tableau                      | 11–15 août 2010    | Madeline Perry 11-5, 12-10, 6-11, 4-11, 13-11 | Alison Waters     | Jenny Duncalf Rachael Grinham   | Laura Massaro Kasey Brown Jaclyn Hawkes Donna Urquhart         |
| Torneo International Bicentenario Mexico 2010 Mexico, Mexique Gold 45 67 500 $ - tableau | 18–24 octobre 2010 | Nicol David 12-10, 11-4, 11-5                 | Rachael Grinham   | Kasey Brown Raneem El Weleily   | Jenny Duncalf Madeline Perry Samantha Terán Jaclyn Hawkes      |

### Silver 30
| Tournoi                                                                       | Date                          | Championne                                 | Finaliste         | Demi-finalistes                    | Quart de finalistes                                         |
| ----------------------------------------------------------------------------- | ----------------------------- | ------------------------------------------ | ----------------- | ---------------------------------- | ----------------------------------------------------------- |
| Open de Greenwich 2010 Greenwich, États-Unis Silver 30 37 450 $ - tableau     | 21–24 janvier 2010            | Alison Waters 11-8, 12-10, 11-8            | Omneya Abdel Kawy | Vanessa Atkinson Raneem El Weleily | Laura Massaro Engy Kheirallah Samantha Terán Tania Bailey   |
| Burning River Classic 2010 Cleveland, États-Unis Silver 30 39 050 $ - tableau | 31 janvier - 3 February 2010  | Alison Waters 11-7, 11-9, 7-11, 3-11, 11-6 | Omneya Abdel Kawy | Samantha Terán Raneem El Weleily   | Madeline Perry Kasey Brown Isabelle Stoehr Joelle King      |
| US Open 2010 Chicago, États-Unis Silver 30 36 500 $ - tableau                 | 28 septembre - 2 octobre 2010 | Vanessa Atkinson 11-6, 11-4, 11-8          | Amanda Sobhy      | Line Hansen Manuela Manetta        | Isabelle Stoehr Aisling Blake Latasha Khan Emma Beddoes     |
| Carol Weymuller Open 2010 Brooklyn, États-Unis Silver 30 42 450 $ - tableau   | 28–31 octobre 2010            | Jenny Duncalf 11-6, 11-1, 11-6             | Laura Massaro     | Rachael Grinham Kasey Brown        | Raneem El Weleily Samantha Terán Rebecca Chiu Nour El Tayeb |
| Punj Lloyd Squash Masters 2010 New Delhi, Inde Silver 30 36 500 $ - tableau   | 16–19 décembre 2010           | Jenny Duncalf 11-5, 11-5, 11-4             | Kasey Brown       | Camille Serme Annie Au             | Jaclyn Hawkes Low Wee Wern Joey Chan Dipika Pallikal        |

### Silver 20
| Tournoi                                                                          | Date                 | Championne                               | Finaliste         | Demi-finalistes                     | Quart de finalistes                                         |
| -------------------------------------------------------------------------------- | -------------------- | ---------------------------------------- | ----------------- | ----------------------------------- | ----------------------------------------------------------- |
| Open du Texas 2010 Dallas, États-Unis Silver 20 26 700 $ - tableau               | 8–11 avril 2010      | Joelle King 11-8, 6-11, 11-8, 11-9       | Rachael Grinham   | Dominique Lloyd-Walter Low Wee Wern | Jaclyn Hawkes Donna Urquhart Joey Chan Delia Arnold         |
| Hurghada International 2010 Le Caire, Égypte Silver 20 26 200 $ - tableau        | 4–9 mai 2010         | Omneya Abdel Kawy 11-4, 11-8, 14-12      | Engy Kheirallah   | Camille Serme Raneem El Weleily     | Isabelle Stoehr Line Hansen Nour El Sherbini Heba El Torky  |
| Irish Squash Open 2010 Dublin, Irlande Silver 20 25 300 $                        | 1–4 septembre 2010   | Madeline Perry 13-11, 11-8, 11-6         | Vanessa Atkinson  | Laura Massaro Aisling Blake         | Natalie Grainger Natalie Grinham Sarah Kippax Victoria Lust |
| Heliopolis Open 2010 Le Caire, Égypte Silver 20 25 300 $ - tableau               | 11–14 septembre 2010 | Nour El Sherbini 11-6, 11-9, rtd         | Rachael Grinham   | Nour El Tayeb Heba El Torky         | Line Hansen Joshna Chinappa Lucie Fialová Nouran El Torky   |
| Monte-Carlo Squash Classic 2010 Monte-Carlo, Monaco Silver 20 25 300 $ - tableau | 26–29 octobre 2010   | Omneya Abdel Kawy 11-5, 11-7, 4-11, 11-9 | Vanessa Atkinson  | Camille Serme Annelize Naudé        | Isabelle Stoehr Aisling Blake Orla Noom Nicolette Fernandes |
| Open des Pays-Bas 2010 Rotterdam, Pays-Bas Silver 20 30 000 $                    | 8–11 novembre 2010   | Vanessa Atkinson 11-9, 11-3, 11-7        | Madeline Perry    | Rachael Grinham Natalie Grinham     | Sarah Kippax Aisling Blake Manuela Manetta Orla Noom        |
| Open de Séoul 2010 Séoul, South Korea Silver 20 20 000 $ - tableau               | 18–21 décembre 2010  | Annie Au 11-7, 11-7, 11-5                | Low Wee Wern      | Donna Urquhart Delia Arnold         | Sarah Kippax Joey Chan Song Sun-mi Chinatsu Matsui          |
| Sharm El Sheikh International 2010 Charm el-Cheikh, Égypte Silver 20 29 500 $    | 14–17 décembre 2010  | Laura Massaro 11-5, 9-11, 12-10, 12-10   | Raneem El Weleily | Nour El Tayeb Heba El Torky         | Kanzy El Defrawy Victoria Lust Lucie Fialová Salma Hany     |

## Top 10 mondial 2010
| Rank | 2010              | 2010      |
| ---- | ----------------- | --------- |
| 1    | Nicol David       | 3 340,000 |
| 2    | Jenny Duncalf     | 1 621,765 |
| 3    | Alison Waters     | 1 480,625 |
| 4    | Omneya Abdel Kawy | 1 292,353 |
| 5    | Rachael Grinham   | 1 166,000 |
| 6    | Madeline Perry    | 1 005,800 |
| 7    | Kasey Brown       | 882,381   |
| 8    | Vanessa Atkinson  | 790,059   |
| 9    | Laura Massaro     | 770,211   |
| 10   | Camille Serme     | 769,895   |

## Retraite
Ci dessous, la liste des joueurs et joueuses notables (gagnants un titre majeur ou ayant fait partie du top 30 pendant au moins un mois) ayant annoncé leur retraite du squash professionnel, devenus inactifs ou ayant été bannis durant la saison 2010:
- Natalie Grainger, née le 8 juillet 1977 à Manchester, rejoint le circuit professionnel en 1996, atteignant la 1re place mondiale en juin 2003. Elle est finaliste au Championnat du monde 2002 et au British Open 2004. Elle gagne 22 titres WSA World Tour titles dont le Qatar Classic, l'Open de Kuala Lumpur, le Carol Weymuller Open et le Hurghada International. Elle se retire en décembre 2011[1],[2].
- Shelley Kitchen, née le 2 décembre 1979 en Nouvelle-Zélande, rejoint le circuit professionnel en 2000, atteignant la 6e place mondiale en septembre 2008. Elle remporte 12 titres WSA World Tour dont Australian Open, l'Open de Singapour et le Harrow Greenwich Open. Elle se retire en juin après les Championnats du monde par équipes[3]
- Annelize Naudé, née le 1er janvier 1977 dans le Kempton Park en Afrique du Sud, rejoint le circuit professionnel en 1996, atteignant la 13e place mondiale en janvier 2006. Elle gagne 5 titres WSA World Tour dont le Danish Open en 2002, le Swiss Open en 2004 et atteint la finale de l'Open de Singapour en 2001. Elle se retire en décembre 2010[4].
- Sharon Wee, née le 5 octobre 1977 à Malacca en Malaisie, rejoint le circuit professionnel en 1997, atteignant la 18e place mondiale en décembre 2006. Elle gagne 8 titres WSA World Tour dont le Japan Open en 2002 et le Berkshire Open en 2006. Elle se retire en décembre 2010 après une défaite en quart de finale du Carol Weymuller Open en novembre 2010[5].